# 約妙斯道
約妙斯道是加拿大安大略省多倫多的一條東西向路線，以約妙斯村莊（現為多倫多社區）命名，該村莊位於今約妙斯道夾央街路口以北的山上。約妙斯於19世紀20年代南部與豪歌空谷劃分開來。
約妙斯道位於央街以東，止於維多利亞公園路。在維多利亞公園路附近，大部分交通沿柏活村徑行駛，連接至艾斯美道。向西，約妙斯道變成衛信路。這些道路構成了附近401號省道的平行替代道路。根據對多倫多及約克縣的早期調查，約妙斯道可能是第五特許道路。
20世紀70年代，多倫多公車局將地鐵央街線從艾靈頓站向北延伸，一條從約妙斯道到衛信路的新道路線於1973年竣工，可令96號衛信路巴士得以直接開往新的地鐵約妙斯站而不是沿Yonge Boulevard向南行駛至位於Glen Echo Loop的央街站。約妙斯道沿線的地標建築包括灣景路的休閒中心、約妙斯書院、里斯利街後的羅渣士通訊中心，以及位於當妙斯道附近的Upjohn Company of Canada舊址。

## 運輸
央街及約妙斯道處有一個地鐵約妙斯站。
多倫多公車局在約妙斯道運營數條巴士線，其中主要路線是95號約妙斯線，該路線沿地鐵約妙斯站一直延伸至柏活村徑。它向東南行駛，直到轉入艾斯美道，然後繼續沿路行駛，直至約妙斯道的盡頭京士頓道。還有兩條急行巴士線，即995號約妙斯道急行巴士線及996號衛信路急行巴士線，以及一條深宵巴士線，即395號約妙斯道深宵巴士線。在里斯妙道（Lesmill Road）以西，122號Graydon Hall巴士線作為支線連接至地鐵約妙斯站；在里斯利街以西，高峰時段115 Sliver Hills巴士線也作為支線運營。
2020年之前，144號當河谷-市中心急行巴士線沿約妙斯道路段運行，從柏活村徑到維多利亞公園路，沿順時針環路經約妙斯道、維多利亞公園路及柏活村徑。